# Alubarén
Alubarén är en ort i Honduras.   Den ligger i kommunen med samma namn och hör till departementet Departamento de Francisco Morazán, i den sydvästra delen av landet, 40 km sydväst om huvudstaden Tegucigalpa. Alubarén ligger 311 meter över havet och antalet invånare är 983.